# Orthostigma praedo
Orthostigma praedo är en stekelart som först beskrevs av Forster 1862.  Orthostigma praedo ingår i släktet Orthostigma och familjen bracksteklar. Inga underarter finns listade i Catalogue of Life.